# Jupitergigantensäule von Hausen an der Zaber
|                   |                                |
| Fundort           | Hausen an der Zaber            |
| Entstehung        | um 200                         |
| Ausgrabung        | 1964                           |
| Verwahrort        | Römisches Lapidarium Stuttgart |
| Material          | Schilfsandstein farbig gefasst |
| Gesamthöhe        | 735 cm                         |
| Kapitell          | 49 × 75 cm                     |
| Säulenschaft      | 395,5 × 51,5 / 45 cm           |
| Wochengötterstein | 26 × 67,5 cm                   |
| Viergötterstein   | 117 × 67,5 cm                  |

Die Jupitergigantensäule von Hausen an der Zaber ist ein Weihedenkmal für Jupiter und Juno, das ein römischer Bürger um das Jahr 200 auf seinem Gutshof in Hausen an der Zaber errichten ließ. Bei einer Ausgrabung wurden 1964 die fast vollständig erhaltenen Überreste der Säule geborgen und in die Sammlung des Römischen Lapidariums Stuttgart verbracht.
Das Denkmal gilt als „eines der schönsten, größten und am vollständigsten erhaltenen seiner Art“, und „die Ornamentierung des Schaftes in so reicher Ausgestaltung ist einmalig“. Abgüsse der rekonstruierten Säule wurden in Hausen, Stuttgart, Köngen und Güglingen aufgestellt.
Titelbild: Nachbildung der Jupitergigantensäule von Hausen an der Zaber vor dem Römischen Lapidarium in Stuttgart (→ Bildkommentar).

## Beschreibung
Gerhard Bauchhenß führt in seiner Monographie der obergermanischen Jupitergigantensäulen den „in Obergermanien und Gallien so weitverbreiteten Brauch der Jupitergigantensäulen“ auf zwei Wurzeln zurück:
- „Die einheimische, weitgehend keltische Bevölkerung brachte die Vorstellung eines in Baumform zu verehrenden Gottes mit.“

- „Die Große Mainzer Jupitersäule, die ganz in römischer Tradition steht, gab den Anstoß für eine Übersetzung des Baumkultes in Steindenkmäler.“

Die über sieben Meter hohe Jupitergigantensäule aus Hausen an der Zaber folgt dieser Tradition. Die Säule besteht aus Schilfsandstein, einer Variante des Keupersandsteins. Über einem quaderförmigen Viergötterstein erheben sich ein achteckiger Wochengötterstein und der Säulenschaft mit dem Kapitell und der Gigantenreiterskulptur.

### Viergötterstein
Der 1,17 Meter hohe Viergötterstein mit seiner profilierten Basisplatte ist der unterste erhaltene Teil der Jupitergigantensäule. Wahrscheinlich stand die Säule auf einem Unterbau, der verlorenging (bei den rekonstruierten Säulen wurde ein abgetreppter Unterbau ergänzt). Die profilierte Deckplatte, die den Viergötterstein vom Wochengötterstein trennte, wurde in der Rekonstruktion analog zur Basisplatte ergänzt. Der Viergötterstein trägt an den Seiten in rechteckigen, gerahmten Nischen vier Reliefs.
| - Viergötterstein (Nachbildung Köngen) - 1. Weihinschrift. - 2. Venus und Vulkan. - 3. Diana. - 4. Apollo. |

| Nummer | Position | Götter                                            | Darstellung |
| --- | --- | ------------------------------------------------- | --- |
| 1 | vorn |                                                   | Ein Adler, der Begleiter des Götterkönigs Jupiter, stützt mit seinen ausgebreiteten Schwingen einen Eichenkranz mit Blättern und Eicheln. Der Kranz schließt eine Weihinschrift ein: \| I(ovi) O(ptimo) M(aximo) et Junoni Reg(inae) C(aius) Vettius Connovgvs v(otum) s(olvit) l(aetus) l(ibens) m(erito). \| Jupiter dem besten und größten und der Königin Juno hat Gaius Vettius Connougus sein Gelübde eingelöst, froh und freudig nach Gebühr. \| |
| 2 | rechts | Venus, Göttin der Liebe Vulkan, Gott der Schmiede | Nackte Frau mit Zepter, bekleideter Mann mit Hammer und Zange. |
| 3 | hinten | Diana, Göttin der Jagd                            | Bekleidete Frau mit Bogen, Köcher und Jagdhund. Sie erscheint wie ein Abklatsch des Vulkan auf Relief 2. |
| 4 | links | Apollo, Gott der Bogenschützen                    | Nackter Mann mit Pfeil, Bogen und Köcher. Sein femininer Körper scheint von der Venus des Reliefs 2 entlehnt zu sein. |
| I(ovi) O(ptimo) M(aximo) et Junoni Reg(inae) C(aius) Vettius Connovgvs v(otum) s(olvit) l(aetus) l(ibens) m(erito). | Jupiter dem besten und größten und der Königin Juno hat Gaius Vettius Connougus sein Gelübde eingelöst, froh und freudig nach Gebühr. |                                                   | |

### Wochengötterstein
Der achteckige Wochengötterstein war in vier waagerechte Scheiben zerbrochen, von denen nur die beiden mittleren gefunden wurden, die zusammen 26 cm hoch sind. Die fehlenden Scheiben wurden in der Nachbildung ebenso wie die Trennplatte zwischen Viergötterstein und Wochengötterstein und die achteckige Deckplatte ergänzt.
Der Wochengötterstein zeigt an den Seiten ein Relief der Siegesgöttin Viktoria und in gerahmten Nischen Reliefs mit den Brustbildern der sieben Wochentagsgötter. Die Reliefs sind, ausgehend von Viktoria, und beginnend beim Samstag, im Uhrzeigersinn der Wochentage angeordnet (siehe Schemaplan).
| - Wochengötterstein (Nachbildung Köngen) - 4. Luna, 3. Sol, 2. Saturn. - 2. Saturn, 1. Viktoria, 8. Venus. - 8. Venus, 7. Jupiter, 6. Merkur. | - Schemaplan |

| Nummer | Wochentag  | Gott                      | Darstellung |
| ------ | ---------- | ------------------------- | --- |
| 1      | –          | Viktoria, Siegesgöttin    | Geflügelte weibliche Figur mit Lorbeerkranz und Palmwedel, ursprünglich wohl über der Weihinschrift des Viergöttersteins angeordnet. |
| 2      | Samstag    | Saturn, Gott der Aussaat  | Büste eines Mannes mit Vollbart und üppigem Haarschopf.                                                                              |
| 3      | Sonntag    | Sol, Sonnengott           | Büste eines jugendlichen Mannes mit einer heiligenscheinartigen Sonnenscheibe hinter dem Kopf.                                       |
| 4      | Montag     | Luna, Mondgöttin          | Weibliche Büste mit den Hörnern eines liegenden Halbmonds hinter dem Kopf.                                                           |
| 5      | Dienstag   | Mars, Kriegsgott          | Büste eines jugendlichen Mannes mit gelocktem Haar.                                                                                  |
| 6      | Mittwoch   | Merkur, Gott des Handels  | Büste eines jugendlichen Mannes mit gelocktem Haar.                                                                                  |
| 7      | Donnerstag | Jupiter, Gott des Donners | Büste eines Mannes mit Vollbart und gelocktem Haar.                                                                                  |
| 8      | Freitag    | Venus, Göttin der Liebe   | Weibliche Büste mit nach hinten gekämmtem Haarbausch.                                                                                |

### Säulenschaft
Der Säulenschaft ist einschließlich Basis und Kapitell fast vier Meter hoch und hat einen Durchmesser von 51,5 cm über der Basis und von 45 cm unter dem Kapitell. Er besteht aus sechs Trommeln, deren unterste mit der aus zwei Wulsten bestehenden attischen Basis aus einem Block gearbeitet ist. In 83,5 cm Höhe teilt ein 10 cm hohes Band die Dekoration des Schaftes in zwei ungleiche Teile. Beide Schaftteile sind schuppenartig mit stilisierten Eichenblättern bedeckt, an deren Grund eine Eichel herauswächst. Oberhalb des Bandes hängen Blätter und Eicheln nach unten, unterhalb des Bandes sind sie nach oben gerichtet. Der Eichenschmuck ist eine Besonderheit, durch die sich die Hausener Säule vor den anderen bekannten Säulen auszeichnet, die entweder mit einem einfachen Schuppenrelief, mit Weinrankenmotiven oder mit Figurenreliefs verziert sind. Die Eichendekoration des Säulenschafts und des Kranzes im Weihrelief des Viergöttersteins verweisen auf die Verwurzelung der Jupitergigantensäulen im keltischen Baumkult.

### Kapitell
Das 49 cm hohe und 75 cm breite Kapitell hat mit korinthischen Kapitellen einen äußeren Kranz aus Akanthusblättern gemein. An die Stelle der Eckvoluten treten hinter dem Blattkranz die Schulterbüsten der vier Jahreszeiten hervor, die sich wie Wasserspeier mit ihren langen Hälsen hinabbeugen und mit ihren Köpfen die an den Ecken vorschwingende Deckplatte (Abakus) abstützen. Der sich nach oben erweiternde Kapitellkörper (Kalathos) ist über dem Blattkranz von einem Band mit gerahmten Zungen, einem Horizontalstreifen mit Drehbandmuster und einem Eierstab verziert.
Die Jahreszeitenköpfe sind linksläufig angeordnet und durch die Kopfbedeckung charakterisiert: Frühlings-, Sommer- und Herbstgöttin tragen Kränze aus Blüten, Ähren bzw. Früchten, und die Göttin des Winters hüllt ihren Kopf in einen Mantel.
| - Gigantenreiter und Kapitell - Nachbildung Köngen. - Nachbildung Stuttgart. - Nachbildung Güglingen. - Original Stuttgart. |

### Gigantenreiter
Die Figur des Gigantenreiters stellt eine Allegorie der Gigantomachie dar, des Kampfes der Giganten gegen Jupiter und die olympischen Götter, in dem Jupiter den Sieg davontrug.
Die bei den Grabungen aufgefundenen Bruchstücke des Gigantenreiters waren: der Rumpf des Jupiter, der Kopf des Pferdes, der Kopf des Giganten mit den Vorderbeinen des Pferdes und die Basisplatte mit dem Unterkörper und den Händen des Giganten. Die Fragmente reichten aus für die Rekonstruktion des Gigantenreiters.
Der Gewittergott Jupiter sprengt auf seinem Pferd mit nacktem Oberkörper und im Wind bauschendem Mantel dahin, die Zügel in der Linken und in der Rechten ein Blitzbündel. Das Pferd bäumt sich im Galopp über einem nackten Giganten, der auf Händen und Schlangenfüßen am Boden vorwärtsrobbt.

## Geschichte

### Entstehung
Die Jupitergigantensäule von Hausen an der Zaber wurde um das Jahr 200 als Weihedenkmal für Jupiter und seine Gemahlin Juno errichtet, die beiden höchsten Götter der Römer. Hausen gehörte zu der römischen Provinz Obergermanien (Germania superior), in deren Gebiet bisher Überreste von über hundert Jupitergigantensäulen gefunden wurden. Der Stifter des Denkmals war der Gutsbesitzer Gaius Vettius Connougus, ein römischer Bürger von vermutlich keltischem Ursprung. Mit dem Bau des Weihemals auf seinem Gutshof erfüllte er ein Gelübde, wohl als Dank für das Gedeihen seiner Ernten.
Als die Alamannen in den Jahren 233 bis 235 das Gebiet besetzten, brannten sie den Gutshof nieder und zerstörten die vorgefundenen Kultmale, „um die magische Kraft zu vernichten, die, wie man glaubte, den Bildern der Gottheiten innewohnte“, dazu wurden insbesondere auch die Gesichter der Götterbilder verstümmelt.

### Ausgrabung
Bei Bauarbeiten wurden 1964 in einer unterirdischen Geländemulde die Überreste von zwei Jupitergigantensäulen und einige kleinere Kultbilder gefunden. Von einer Jupitergigantensäule waren fast alle Teile, wenn auch beschädigt, erhalten:
- der Viergötterstein einschließlich Basisplatte, ohne Deckplatte
- die zwei mittleren Scheiben der vier Scheiben des Wochengöttersteins, ohne Deckplatte
- alle sechs Säulentrommeln einschließlich Basis und Kapitell
- Bruchstücke des Gigantenreiters

Die andere Jupitergigantensäule war größer und künstlerisch hochwertiger. Da aber nur der Viergötterstein, die Säulenbasis und eine Säulentrommel mit einem Gigantenkampfrelief gefunden wurden, war keine Rekonstruktion möglich.
Die Fundstücke wurden in das Landesmuseum in Stuttgart überführt und in die Sammlung des Römischen Lapidariums aufgenommen. Eine Rekonstruktion der ersten Jupitergigantensäule wurde in der Halle des Lapidariums aufgestellt, das damals noch im Stiftsfruchtkasten am Schillerplatz untergebracht war. Diese Art der Aufstellung ermöglichte es dem Besucher, die Säule aus allen drei Stockwerken zu betrachten.
Als 1989 das Lapidarium in einen Gewölbekeller an der Südseite des Neuen Schlosses umzog, wurde die Nachbildung der Säule vor dem Lapidariumseingang im Freien aufgestellt. Dadurch ist der Blick auf den oberen Teil der Säule, insbesondere den Gigantenreiter, nur mehr aus der Froschperspektive möglich. Die Originalfragmente der Säule können jedoch im Lapidarium auf Augenhöhe betrachtet werden. Alle Teile der gut erhaltenen Säule sind ausgestellt (bis auf die Bruchstücke des Gigantenreiters), von der anderen Säule sind der Viergötterstein und die Säulentrommel mit dem Gigantenkampfrelief zu sehen.
| - Römisches Lapidarium Stuttgart - Fragmente der Jupitergigantensäule Bildkommentar. - Säulentrommel einer Jupitergigantensäule Bildkommentar. |

## Standorte
Aus den Fragmenten im Römischen Lapidarium Stuttgart wurde 1967 die Jupitergigantensäule von Hausen an der Zaber in Originalgröße rekonstruiert und in Stuttgart aufgestellt. Nachbildungen der Rekonstruktion stehen in Hausen an der Zaber und auf einer Kreisverkehrsinsel in Köngen. Im Römermuseum Güglingen befindet sich eine verkleinerte farbige Fassung der Jupitergigantensäule und in Welzheim eine Nachbildung des rekonstruierten Gigantenreiters.
| Ort                | Standort                                                                       | Beschreibung | Karte              |
| ------------------ | ------------------------------------------------------------------------------ | --- | ------------------ |
| Brackenheim-Hausen | Römischer Garten, Nordhausener Straße, schräg gegenüber dem JupiterWeinkeller. | Die Säule befindet sich in der Nähe des ursprünglichen Fundorts im Römischen Garten, der durch das südliche Flair seiner mediterranen Bepflanzung an die Römerzeit erinnern soll. – Kunststeinnachbildung in Originalgröße von Günter Weinreuter, 1967. Zweistufiger quadratischer Unterbau. Gigantenreiter mit Blitzbündel. | 49.080944 9.106483 |
| Güglingen          | Römermuseum, Marktstraße 18.                                                   | Die Säule wurde als farbiges Holzmodell im Maßstab 1:3 von dem Modellbauer Wolfgang Hart, Ingersheim am Neckar, für die Große Landesausstellung Baden-Württemberg 2005 erstellt. 2006 wurde das Modell als Leihgabe dem Römermuseum der Stadt Güglingen überlassen, auf deren Gebiet sich vom 2. bis 3. Jahrhundert eine römische Siedlung befand. Zwei Überreste einer Jupitergigantensäule, ein Gigantenreiter und eine Säulentrommel, sind im Museum ausgestellt. – Höhe 250 cm. Dreistufiger quadratischer Unterbau. Gigantenreiter mit Blitzbündel. | 49.066355 9.000341 |
| Köngen             | Lorchkreisel, Bahnhofstraße 1.                                                 | Die Gemeinde Köngen liegt auf dem Gebiet einer römischen Siedlung aus dem Jahr 100. Die Säule steht im Mittelpunkt der blumengeschmückten Verkehrsinsel des Lorchkreisels. – Nachbildung in Originalgröße. Dreistufiger runder Unterbau mit Umrandung aus Pflastersteinen. Gigantenreiter mit Blitzbündel. | 48.679597 9.366643 |
| Stuttgart-Mitte    | Planie, beim Neuen Schloss.                                                    | Die Säule stand zuerst im Stiftsfruchtkasten, seit 1989 steht sie vor der Südfassade des Neuen Schlosses beim Eingang des Römischen Lapidariums Stuttgart, in dem die Originalfragmente ausgestellt sind. – Kunststeinnachbildung in Originalgröße von Günter Weinreuter. Zweistufiger quadratischer Unterbau aus Beton. Gigantenreiter ohne Blitzbündel. | 48.777497 9.18087  |
| Welzheim           | Rudersberger Kreisel, Kreuzung Rudersberger Straße / Friedrich-Bauer-Straße.   | Das römerzeitliche Welzheim war mit seinen zwei Kastellen am Obergermanisch-Raetischen Limes ein wichtiger römischer Truppenstandort. Zur Erinnerung an die Römerzeit wurde auf dem Rudersberger Kreisel eine fast acht Meter hohe, rote Stahlsäule mit der Nachbildung des Jupitergigantenreiters in Originalgröße errichtet. Die Säule samt Aufsatz diente 2005 als Wahrzeichen für die große Römerausstellung „Imperium Romanum“ in Stuttgart und wurde 2009 auf den Rudersberger Kreisel versetzt. – Gigantenreiter mit Blitzbündel.                 | 48.877348 9.621523 |

| - Nachbildungen der Jupitergigantensäule von Hausen an der Zaber - Güglingen. - Hausen an der Zaber - Köngen - Welzheim |